# Élections législatives de 2017 en Eure-et-Loir
 (mai 2021).
Si vous disposez d'ouvrages ou d'articles de référence ou si vous connaissez des sites web de qualité traitant du thème abordé ici, merci de compléter l'article en donnant les références utiles à sa vérifiabilité et en les liant à la section « Notes et références ».
Les élections législatives françaises de 2017 se sont déroulées les 11 et 18 juin 2017. Dans le département d'Eure-et-Loir, quatre députés ont été élus dans le cadre de quatre circonscriptions.

## Élus
| Circonscription                                 | Député sortant       | Parti | Parti | Député élu ou réélu  | Parti | Parti |
| ----------------------------------------------- | -------------------- | ----- | ----- | -------------------- | ----- | ----- |
| 1re                                             | Jean-Pierre Gorges*  |       | LR    | Guillaume Kasbarian  |       | LREM  |
| 2e                                              | Olivier Marleix      |       | LR    | Olivier Marleix      |       | LR    |
| 3e                                              | Laure de La Raudière |       | LR    | Laure de La Raudière |       | LR    |
| 4e                                              | Philippe Vigier      |       | UDI   | Philippe Vigier      |       | UDI   |
| * député sortant ne se représentant pas en 2017 |                      |       |       |                      |       |       |

## Rappel des résultats départementaux des élections de 2012
| Parti          | Parti                                     | Premier tour | Premier tour | Second tour | Second tour | Sièges |  |
| Parti          | Parti                                     | Voix         | %            | Voix        | %           | Sièges |  |
| -------------- | ----------------------------------------- | ------------ | ------------ | ----------- | ----------- | ------ |  |
|                | Union pour un mouvement populaire         | 49 569       | 28,98        | 67 788      | 52,20       | 3      |  |
|                | Nouveau centre                            | 20 603       | 12,04        |             |             | 1      |  |
|                | Divers droite dont DLR, PCD               | 2 507        | 1,47         | 0           |             |        |  |
|                | Parti radical                             | 312          | 0,18         | 0           |             |        |  |
|                | Droite parlementaire                      | 72 991       | 42,67        | 67 788      | 52,20       | 4      |  |
|                |                                           |              |              |             |             |        |  |
|                | Parti socialiste                          | 31 982       | 18,70        | 42 642      | 32,83       | 0      |  |
|                | Parti radical de gauche                   | 14 837       | 8,67         | 19 443      | 14,97       | 0      |  |
|                | Europe Écologie Les Verts                 | 9 504        | 5,56         |             |             | 0      |  |
|                | Majorité présidentielle                   | 56 323       | 32,93        | 62 085      | 47,80       | 0      |  |
|                |                                           |              |              |             |             |        |  |
|                | Front national                            | 26 277       | 15,36        |             |             | 0      |  |
|                | Front de gauche                           | 7 828        | 4,58         | 0           |             |        |  |
|                | Divers écologiste dont LT-LNÉ, AÉI et MÉI | 2 165        | 1,27         | 0           |             |        |  |
|                | Extrême gauche dont LO, NPA et POI        | 2 129        | 1,24         | 0           |             |        |  |
|                | Extrême droite                            | 1 498        | 0,88         | 0           |             |        |  |
|                | Mouvement démocrate                       | 1 119        | 0,65         | 0           |             |        |  |
|                | Divers                                    | 723          | 0,42         | 0           |             |        |  |
|                |                                           |              |              |             |             |        |  |
| Inscrits       | Inscrits                                  | 297 738      | 100,00       | 230 526     | 100,00      | 4      |  |
| Abstentions    | Abstentions                               | 123 916      | 41,62        | 96 804      | 41,99       |        |  |
| Votants        | Votants                                   | 173 822      | 58,38        | 133 722     | 58,01       |        |  |
| Blancs et nuls | Blancs et nuls                            | 2 769        | 1,59         | 3 849       | 2,88        |        |  |
| Exprimés       | Exprimés                                  | 171 053      | 98,41        | 129 873     | 97,12       |        |  |

## Résultats

### Résultats à l'échelle du département
|                                                  |                                      |                           |                           |                          |                          |
|                                                  |                                      | Premier tour 11 juin 2017 | Premier tour 11 juin 2017 | Second tour 18 juin 2017 | Second tour 18 juin 2017 |
|                                                  |                                      |                           |                           |                          |                          |
|                                                  |                                      | Nombre                    | % des inscrits            | Nombre                   | % des inscrits           |
| Inscrits                                         | Inscrits                             | 301 390                   | 100,00                    | 301 402                  | 100,00                   |
| Abstentions                                      | Abstentions                          | 151 293                   | 50,20                     | 169 139                  | 56,18                    |
| Votants                                          | Votants                              | 150 097                   | 49,80                     | 132 083                  | 43,82                    |
|                                                  |                                      |                           | % des votants             |                          | % des votants            |
| Bulletins blancs                                 | Bulletins blancs                     | 2 179                     | 1,45                      | 8 274                    | 6,26                     |
| Bulletins nuls                                   | Bulletins nuls                       | 959                       | 0,64                      | 3 309                    | 2,51                     |
| Suffrages exprimés                               | Suffrages exprimés                   | 146 959                   | 97,91                     | 120 500                  | 91,23                    |
|                                                  |                                      |                           |                           |                          |                          |
| Étiquette politique                              | Étiquette politique                  | Voix                      | % des exprimés            | Voix                     | % des exprimés           |
|                                                  |                                      |                           |                           |                          |                          |
|                                                  | La République en marche              | 33 269                    | 22,64                     | 38 982                   | 32,35                    |
|                                                  | Les Républicains                     | 30 001                    | 20,41                     | 48 105                   | 39,92                    |
|                                                  | Front national                       | 23 279                    | 15,84                     |                          |                          |
|                                                  | Union des démocrates et indépendants | 15 064                    | 10,25                     | 20 684                   | 17,17                    |
|                                                  | La France insoumise                  | 13 427                    | 9,14                      |                          |                          |
|                                                  | Parti radical de gauche              | 10 780                    | 7,34                      | 12 729                   | 10,56                    |
|                                                  | Parti socialiste                     | 4 127                     | 2,81                      |                          |                          |
|                                                  | Écologiste                           | 3 908                     | 2,66                      |                          |                          |
|                                                  | Divers gauche                        | 3 127                     | 2,13                      |                          |                          |
|                                                  | Divers droite                        | 2 495                     | 1,70                      |                          |                          |
|                                                  | Debout la France                     | 2 414                     | 1,64                      |                          |                          |
|                                                  | Extrême gauche                       | 1 724                     | 1,17                      |                          |                          |
|                                                  | Parti communiste français            | 1 463                     | 1,00                      |                          |                          |
|                                                  | Divers                               | 1 311                     | 0,89                      |                          |                          |
|                                                  | Extrême droite                       | 570                       | 0,39                      |                          |                          |
| Source : Ministère de l'Intérieur - Eure-et-Loir |                                      |                           |                           |                          |                          |

### Résultats par circonscription

#### Première circonscription
Député sortant : Jean-Pierre Gorges (Les Républicains).
|                                                                             |                                                                                         |                           |                           |                          |                          |
|                                                                             |                                                                                         | Premier tour 11 juin 2017 | Premier tour 11 juin 2017 | Second tour 18 juin 2017 | Second tour 18 juin 2017 |
|                                                                             |                                                                                         |                           |                           |                          |                          |
|                                                                             |                                                                                         | Nombre                    | % des inscrits            | Nombre                   | % des inscrits           |
| Inscrits                                                                    | Inscrits                                                                                | 89 142                    | 100,00                    | 89 131                   | 100,00                   |
| Abstentions                                                                 | Abstentions                                                                             | 43 558                    | 48,86                     | 50 398                   | 56,54                    |
| Votants                                                                     | Votants                                                                                 | 45 584                    | 51,14                     | 38 733                   | 43,46                    |
|                                                                             |                                                                                         |                           | % des votants             |                          | % des votants            |
| Bulletins blancs                                                            | Bulletins blancs                                                                        | 673                       | 1,48                      | 3 022                    | 7,80                     |
| Bulletins nuls                                                              | Bulletins nuls                                                                          | 255                       | 0,56                      | 1 050                    | 2,71                     |
| Suffrages exprimés                                                          | Suffrages exprimés                                                                      | 44 656                    | 97,96                     | 34 661                   | 89,49                    |
|                                                                             |                                                                                         |                           |                           |                          |                          |
| Candidat Étiquette politique (partis et alliances)                          | Candidat Étiquette politique (partis et alliances)                                      | Voix                      | % des exprimés            | Voix                     | % des exprimés           |
|                                                                             |                                                                                         |                           |                           |                          |                          |
|                                                                             | Guillaume Kasbarian La République en marche                                             | 16 577                    | 37,12                     | 19 127                   | 55,18                    |
|                                                                             | Franck Masselus Les Républicains                                                        | 9 892                     | 22,15                     | 15 534                   | 44,82                    |
|                                                                             | Sylvie Rouxel Front national                                                            | 5 688                     | 12,74                     |                          |                          |
|                                                                             | Julien Morainnes La France insoumise                                                    | 4 608                     | 10,32                     |                          |                          |
|                                                                             | Stéphane Cordier Parti socialiste (Parti radical de gauche - Europe Écologie Les Verts) | 2 921                     | 6,54                      |                          |                          |
|                                                                             | Michel Teilleux Divers droite                                                           | 1 258                     | 2,82                      |                          |                          |
|                                                                             | Hugues Villemade Parti communiste français                                              | 896                       | 2,01                      |                          |                          |
|                                                                             | Régine Lemoine Debout la France                                                         | 843                       | 1,89                      |                          |                          |
|                                                                             | Pierre Mazaheri Écologiste (Parti animaliste)                                           | 794                       | 1,78                      |                          |                          |
|                                                                             | Marie-José Aubert Lutte ouvrière                                                        | 352                       | 0,79                      |                          |                          |
|                                                                             | Clément Dumons Divers (Union populaire républicaine)                                    | 336                       | 0,75                      |                          |                          |
|                                                                             | Stéphanie Gaidou Extrême droite (Front libéré)                                          | 263                       | 0,59                      |                          |                          |
|                                                                             | Noé Common Divers (Allons enfants)                                                      | 145                       | 0,32                      |                          |                          |
|                                                                             | Thibaut Brière-Saunier Divers droite (Alliance royale)                                  | 83                        | 0,19                      |                          |                          |
|                                                                             | Valérie Caillol Divers droite                                                           | 0                         | 0,00                      |                          |                          |
| Source : Ministère de l'Intérieur - Première circonscription d'Eure-et-Loir |                                                                                         |                           |                           |                          |                          |

#### Deuxième circonscription
Député sortant : Olivier Marleix (Les Républicains).
|                                                                             |                                                                                          |                           |                           |                          |                          |
|                                                                             |                                                                                          | Premier tour 11 juin 2017 | Premier tour 11 juin 2017 | Second tour 18 juin 2017 | Second tour 18 juin 2017 |
|                                                                             |                                                                                          |                           |                           |                          |                          |
|                                                                             |                                                                                          | Nombre                    | % des inscrits            | Nombre                   | % des inscrits           |
| Inscrits                                                                    | Inscrits                                                                                 | 74 309                    | 100,00                    | 74 320                   | 100,00                   |
| Abstentions                                                                 | Abstentions                                                                              | 41 198                    | 55,44                     | 44 548                   | 59,94                    |
| Votants                                                                     | Votants                                                                                  | 33 111                    | 44,56                     | 29 772                   | 40,06                    |
|                                                                             |                                                                                          |                           | % des votants             |                          | % des votants            |
| Bulletins blancs                                                            | Bulletins blancs                                                                         | 475                       | 1,43                      | 1 689                    | 5,67                     |
| Bulletins nuls                                                              | Bulletins nuls                                                                           | 189                       | 0,57                      | 628                      | 2,11                     |
| Suffrages exprimés                                                          | Suffrages exprimés                                                                       | 32 447                    | 97,99                     | 27 455                   | 92,22                    |
|                                                                             |                                                                                          |                           |                           |                          |                          |
| Candidat Étiquette politique (partis et alliances)                          | Candidat Étiquette politique (partis et alliances)                                       | Voix                      | % des exprimés            | Voix                     | % des exprimés           |
|                                                                             |                                                                                          |                           |                           |                          |                          |
|                                                                             | Claire Tassadit Houd La République en marche                                             | 9 486                     | 29,24                     | 11 152                   | 40,62                    |
|                                                                             | Olivier Marleix (député sortant) Les Républicains (Union des démocrates et indépendants) | 9 447                     | 29,12                     | 16 303                   | 59,38                    |
|                                                                             | Aleksandar Nikolic Front national                                                        | 5 566                     | 17,15                     |                          |                          |
|                                                                             | Jean-Michel Dejenne La France insoumise                                                  | 3 222                     | 9,93                      |                          |                          |
|                                                                             | Nadia Faveris Parti socialiste (Parti radical de gauche)                                 | 1 206                     | 3,72                      |                          |                          |
|                                                                             | Youssef Lamrini Europe Écologie Les Verts                                                | 1 049                     | 3,23                      |                          |                          |
|                                                                             | Marie-France Ceccaldi Debout la France                                                   | 747                       | 2,30                      |                          |                          |
|                                                                             | Vincent Texier Extrême droite (Front libéré)                                             | 307                       | 0,95                      |                          |                          |
|                                                                             | Luc Viry Lutte ouvrière                                                                  | 294                       | 0,91                      |                          |                          |
|                                                                             | Dominique Maillot Extrême gauche (Parti ouvrier indépendant démocratique)                | 288                       | 0,89                      |                          |                          |
|                                                                             | Hüseyin Karaoglan Divers (Parti égalité et justice)                                      | 261                       | 0,80                      |                          |                          |
|                                                                             | Jean-Marie Pillet Divers droite                                                          | 233                       | 0,72                      |                          |                          |
|                                                                             | Catherine Valarcher Divers (Union populaire républicaine)                                | 208                       | 0,64                      |                          |                          |
|                                                                             | Ludovic Loudière Écologiste (Union des démocrates et des écologistes)                    | 133                       | 0,41                      |                          |                          |
| Source : Ministère de l'Intérieur - Deuxième circonscription d'Eure-et-Loir |                                                                                          |                           |                           |                          |                          |

#### Troisième circonscription
Député sortant : Laure de La Raudière (Les Républicains).
|                                                                              |                                                                                                 |                           |                           |                          |                          |
|                                                                              |                                                                                                 | Premier tour 11 juin 2017 | Premier tour 11 juin 2017 | Second tour 18 juin 2017 | Second tour 18 juin 2017 |
|                                                                              |                                                                                                 |                           |                           |                          |                          |
|                                                                              |                                                                                                 | Nombre                    | % des inscrits            | Nombre                   | % des inscrits           |
| Inscrits                                                                     | Inscrits                                                                                        | 70 723                    | 100,00                    | 70 743                   | 100,00                   |
| Abstentions                                                                  | Abstentions                                                                                     | 35 280                    | 49,88                     | 38 883                   | 54,96                    |
| Votants                                                                      | Votants                                                                                         | 35 443                    | 50,12                     | 31 860                   | 45,04                    |
|                                                                              |                                                                                                 |                           | % des votants             |                          | % des votants            |
| Bulletins blancs                                                             | Bulletins blancs                                                                                | 593                       | 1,67                      | 1 984                    | 6,23                     |
| Bulletins nuls                                                               | Bulletins nuls                                                                                  | 258                       | 0,73                      | 879                      | 2,76                     |
| Suffrages exprimés                                                           | Suffrages exprimés                                                                              | 34 592                    | 97,60                     | 28 997                   | 91,01                    |
|                                                                              |                                                                                                 |                           |                           |                          |                          |
| Candidat Étiquette politique (partis et alliances)                           | Candidat Étiquette politique (partis et alliances)                                              | Voix                      | % des exprimés            | Voix                     | % des exprimés           |
|                                                                              |                                                                                                 |                           |                           |                          |                          |
|                                                                              | Harold Huwart Parti radical de gauche (Parti socialiste)                                        | 10 780                    | 31,16                     | 12 729                   | 43,90                    |
|                                                                              | Laure de La Raudière (députée sortante) Les Républicains (Union des démocrates et indépendants) | 10 662                    | 30,82                     | 16 268                   | 56,10                    |
|                                                                              | Guylaine Bercher Front national                                                                 | 6 211                     | 17,96                     |                          |                          |
|                                                                              | Pascale Certain La France insoumise                                                             | 3 498                     | 10,11                     |                          |                          |
|                                                                              | Françoise Réparat Europe Écologie Les Verts                                                     | 1 000                     | 2,89                      |                          |                          |
|                                                                              | Aziz Bouslimani Divers gauche                                                                   | 526                       | 1,52                      |                          |                          |
|                                                                              | Roger Tran Debout la France                                                                     | 520                       | 1,50                      |                          |                          |
|                                                                              | Florent Gauthier Divers droite (577-Les Indépendants)                                           | 378                       | 1,09                      |                          |                          |
|                                                                              | Vincent Chevrollier Lutte ouvrière                                                              | 347                       | 1,00                      |                          |                          |
|                                                                              | Vivette Joly Écologiste (Mouvement 100 %)                                                       | 286                       | 0,83                      |                          |                          |
|                                                                              | Élisabeth Bacle Extrême gauche (Parti ouvrier indépendant démocratique)                         | 201                       | 0,58                      |                          |                          |
|                                                                              | Émilie Fabre Divers (Union populaire républicaine)                                              | 183                       | 0,53                      |                          |                          |
| Source : Ministère de l'Intérieur - Troisième circonscription d'Eure-et-Loir |                                                                                                 |                           |                           |                          |                          |

#### Quatrième circonscription
Député sortant : Philippe Vigier (Union des démocrates et indépendants).
|                                                                              |                                                                                          |                           |                           |                          |                          |
|                                                                              |                                                                                          | Premier tour 11 juin 2017 | Premier tour 11 juin 2017 | Second tour 18 juin 2017 | Second tour 18 juin 2017 |
|                                                                              |                                                                                          |                           |                           |                          |                          |
|                                                                              |                                                                                          | Nombre                    | % des inscrits            | Nombre                   | % des inscrits           |
| Inscrits                                                                     | Inscrits                                                                                 | 67 209                    | 100,00                    | 67 208                   | 100,00                   |
| Abstentions                                                                  | Abstentions                                                                              | 31 247                    | 46,49                     | 35 490                   | 52,81                    |
| Votants                                                                      | Votants                                                                                  | 35 962                    | 53,51                     | 31 718                   | 47,19                    |
|                                                                              |                                                                                          |                           | % des votants             |                          | % des votants            |
| Bulletins blancs                                                             | Bulletins blancs                                                                         | 503                       | 1,40                      | 1 579                    | 4,98                     |
| Bulletins nuls                                                               | Bulletins nuls                                                                           | 194                       | 0,54                      | 752                      | 2,37                     |
| Suffrages exprimés                                                           | Suffrages exprimés                                                                       | 35 265                    | 98,06                     | 29 387                   | 92,65                    |
|                                                                              |                                                                                          |                           |                           |                          |                          |
| Candidat Étiquette politique (partis et alliances)                           | Candidat Étiquette politique (partis et alliances)                                       | Voix                      | % des exprimés            | Voix                     | % des exprimés           |
|                                                                              |                                                                                          |                           |                           |                          |                          |
|                                                                              | Philippe Vigier (député sortant) Union des démocrates et indépendants (Les Républicains) | 15 064                    | 42,72                     | 20 684                   | 70,38                    |
|                                                                              | Clémence Rouvier La République en marche                                                 | 7 206                     | 20,43                     | 8 703                    | 29,62                    |
|                                                                              | Vincent Collo Front national                                                             | 5 814                     | 16,49                     |                          |                          |
|                                                                              | Fabien Verdier Divers gauche                                                             | 2 601                     | 7,38                      |                          |                          |
|                                                                              | Sophie Sinatti La France insoumise                                                       | 2 099                     | 5,95                      |                          |                          |
|                                                                              | Nachida Barre Europe Écologie Les Verts (Parti socialiste)                               | 647                       | 1,83                      |                          |                          |
|                                                                              | Dominique Garcia Parti communiste français                                               | 567                       | 1,61                      |                          |                          |
|                                                                              | Damien Villette Divers droite                                                            | 543                       | 1,54                      |                          |                          |
|                                                                              | Florence Bernard Debout la France                                                        | 304                       | 0,86                      |                          |                          |
|                                                                              | Anne-Laure Assayag Lutte ouvrière                                                        | 243                       | 0,69                      |                          |                          |
|                                                                              | Florian Tessier Divers (Union populaire républicaine)                                    | 177                       | 0,50                      |                          |                          |
| Source : Ministère de l'Intérieur - Quatrième circonscription d'Eure-et-Loir |                                                                                          |                           |                           |                          |                          |